# Heinrich Brüning
Heinrich Brüning  , né le 26 novembre 1885 à Münster (province de Westphalie) et mort le 30 mars 1970 à Norwich (États-Unis), est un homme d'État allemand.
Membre du Zentrum, il est chancelier du Reich entre 1930 et 1932.

## Biographie
Né à Münster en province de Westphalie, Heinrich Brüning poursuit ses études secondaires au lycée Saint-Paul de Münster, puis étudie la philosophie, l’histoire, le droit et l’économie avant d’exercer les fonctions d’agent d’affaires de la confédération syndicale chrétienne allemande (1921-1930). Vers 1900, il séjourne au pair en France, à Alizay. Il est député au Reichstag (1924-1933), et finalement président du groupe parlementaire centriste (1929-1930 et 1932-1933) jusqu'à sa dissolution par Adolf Hitler. Il exerce les fonctions de chancelier de 1930 à 1932. Il fait interdire, pendant son mandat, le corps franc des SA. Il fuit l'Allemagne en 1934 et s'installe aux États-Unis.

### Chancelier du Reich

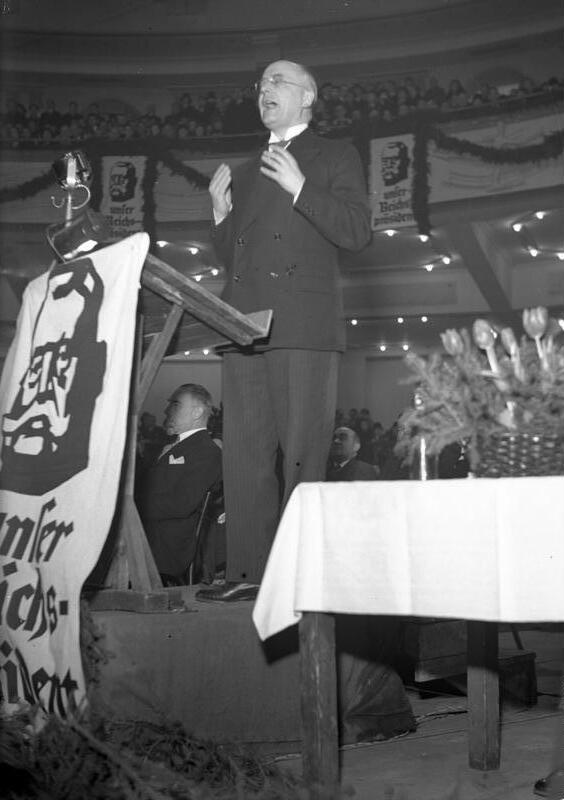
Heinrich Brüning en 1932.

Le 28 mars 1930, Hindenburg, le président de la république de Weimar, le nomme chancelier. Brüning forme un gouvernement minoritaire soutenu par les partis du centre. Ses objectifs principaux sont le règlement de la question des réparations exigées par les vainqueurs de la Première Guerre mondiale au traité de Versailles, la résorption du chômage, et l’assainissement du budget de l’État par une politique déflationniste. Initialement il prend la direction du ministère des Finances. En juillet 1930, Brüning gouverne par décrets en vertu de l'article 48 de la constitution pour contourner le blocage parlementaire des partis d'opposition, sans y parvenir. Cet échec pousse Brüning à dissoudre le Reichstag, espérant ainsi disposer d'une assise parlementaire plus large. Cette manœuvre est un échec : après les élections du nouveau Parlement (septembre 1930), au cours desquelles le Parti nazi (NSDAP) passe de 14 à 107 députés, Brüning doit former un gouvernement minoritaire avec l'appui du parti social-démocrate. Brüning doit cependant toujours composer avec le soutien du président de la République pour la signature des décrets-lois.  
Dans le contexte aggravé de la crise mondiale du crédit, ayant éclaté à Wall-Street un an plus tôt, Brüning tente d’imposer des mesures déflationnistes et un retour à l'agriculture. Ces mesures sont très impopulaires dans le cadre de la montée inexorable du parti nazi. Il instaure une politique d'austérité mêlant réduction des dépenses publiques et augmentation des impôts.  
Selon l'analyse keynésienne, les politiques restrictives de Brüning dans un contexte de diminution de la demande (baisse de la part des chômeurs indemnisés de 52,9 % à 15,4 % entre avril 1930 et avril 1932, baisse des loyers de 10 %, baisse du traitement des fonctionnaires de 20 %, hausses d'impôts, etc.), accrurent dramatiquement les effets de la crise. Ces baisses forcées des prix, des aides sociales, et des salaires qui se voulaient permettre une amélioration de la compétitivité, pousser les chômeurs à l'emploi pour des salaires plus faibles, et améliorer les conditions de l'offre, eurent un effet encore plus rapide de baisse du pouvoir d'achat. Et donc de baisse de la demande anticipée par les employeurs ainsi que de leur chiffre d'affaires. De là, de baisse de leur production et de la quantité de main d’œuvre qu'ils utilisaient. 
Le nombre de chômeurs passa de 3,5 millions courant 1930 à 6 millions un an et demi après. Dans le même temps, la production industrielle se contracta de plus d'un tiers par rapport à son volume de 1930. Et Gabriel Ardant et Pierre Mendès France de commenter : « Ces six millions de chômeurs, la crainte de ceux qui travaillaient encore et celle des chefs d'entreprise furent une des causes de la prise de pouvoir par Hitler. Rarement l'application d'un système scientifique erroné [la théorie néoclassique du chômage] eut de plus vastes et de plus désastreuses conséquences ! »
Dans un article de 2017, quatre économistes des universités d'Oxford (Royaume-Uni) Bocconi (Milan, Italie), de Californie (Davis, États-Unis) et de Londres ont quantifié cette conséquence de la politique de rigueur imposée par le chancelier Brüning. Si les plus pauvres ont au contraire plutôt voté communiste lors des élections de 1930 et 1932, la bourgeoisie et une partie des classes moyennes se sont portées vers les nazis : « Selon la façon dont nous mesurons l'austérité et selon les élections analysées, chaque écart-type de 1 % en termes d'augmentation de l'austérité est associé à une augmentation de 2 % à 5 % de la part de vote pour les nazis ».  
Brüning ne peut plus s'opposer efficacement à l’extrême droite (NSDAP) et à sa propagande nationaliste ou endiguer la radicalisation des combats avec l’extrême gauche (KPD). Dans une dernière tentative de rétablir l'ordre social, il prononce la dissolution des S.A. et S.S., ces corps paramilitaires allemands créés par Hitler en 1921 et crédités entretemps de 400 000 hommes. Cette prise de position conduit pourtant le président Hindenburg à exiger la démission de ses fonctions de chancelier (30 mai 1932), sur conseil du général von Schleicher. Son successeur désigné, Franz von Papen, tentera alors, avec l'aide de von Schleicher, d'instrumentaliser les idées nazies, et sera dès lors chargé par Hindenburg de former le nouveau gouvernement avec l'appui de Hitler. Hitler imposera en échange la réhabilitation des SA et SS.
En mai 1933, Brüning est élu chef du parti centriste, et von Papen en est exclu. Le parti lui-même est dissous en juillet, quand Hitler, qui était devenu chancelier le 30 janvier 1933 grâce à l'invitation de von Papen, décrète l'illégalité de tout autre parti que la NSDAP. 
En 1934, Brüning émigre aux États-Unis, où il enseigne les sciences économiques à l’université Harvard, à partir de 1937. Après la Seconde Guerre mondiale, il revient en Allemagne où il enseigne la science politique à l'université de Cologne (1951-1954) avant de retourner aux États-Unis, où il finit sa vie.
Brüning meurt le 30 mars 1970 à Norwich, dans le Vermont, et est enterré dans sa ville natale de Münster.